# Мануил Крићанин
Свети Мануил Крићанин је православни светитељ и новомученик пореклом из Сфикије на Криту. Одбивши да прими ислам, Турци су га 1792. године на Хиосу посекли мачем.

## Биографија
Рођен је у селу Каликратис у Сфакији и као малог су га Турци одвели насилно га увели у ислам, обрезали и потурчили. . Када је као младић схватио шта се с њим десило, успео је да побегне од њих. Отишао је на острво Миконос. Тамо се исповедио пред свештеником и био миропомазан, и тако се вратио хришћанинству. Потом се он оженио, и у браку имађао петоро деце. Али жена га је преварила и он је узео своју децу и не оптужујући је настанио се у другој кући. Међутим, брат његове жене га је из мржње издао Турцима, који су га ухапсили, привели хиоском паши и тамо је он јуначки исповедио своју хришћанску веру. Турци су га сурово мучили. Мануел им је рекао: „Више волим да умрем за своју веру и да спасем своју душу, него да је издам и будем заувек у паклу“. 
Умро је 15. март 1792. године.